# در پاسگاه پلیس رخ داد
در پاسگاه پلیس رخ داد (ایتالیایی: Accadde al commissariato) یک فیلم کمدی ایتالیایی به کارگردانی جورجو سیمونلی است که در سال ۱۹۵۴ منتشر شد.

## بازیگران
- نینو تارانتو
- آلبرتو سوردی
- والتر کیاری
- لوچا بوزه
- ریکاردو بیلی
- ماریو ریوا
- کارلو داپورتو
- لائورتا مازیه‌رو
- مارا برنی
- توری پاندولفینی
- ماریو آباته
- کارلو رومانو
- آنا کامپوری
- آلبرتو سورنتینو
- اینیاتسو بالسامو
- پی‌یترو کارلونی
- جینا ماشتی